# Bukownica (Grabów nad Prosną)
Bukownica (deutsch Bukownica) ist eine Ortschaft mit einem Schulzenamt der Landgemeinde Grabów nad Prosną im Powiat Ostrzeszowski der Woiwodschaft Großpolen in Polen.

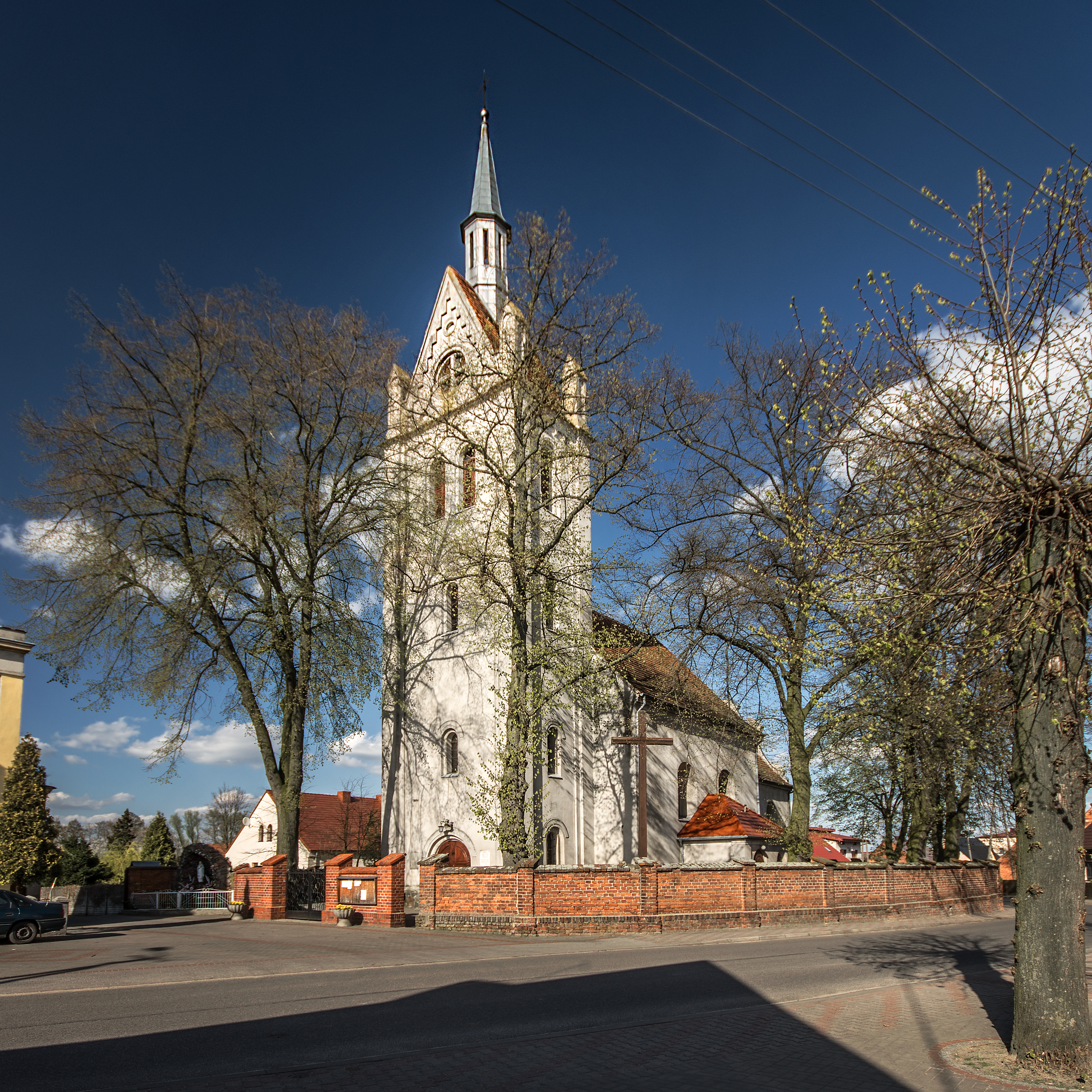
Ortskirche

## Geschichte
Im Ort befand sich im frühen Mittelalter eine Wallburg.
Anfänglich gehörte das Gebiet um Ostrzeszów und Kępno politisch zu Schlesien, wurde aber am wahrscheinlichsten um das Jahr 1146 zum Teil Großpolens. Aus dieser Zeit rührte die bis 1821 bestehende Zugehörigkeit zum Bistum Breslau.
Erstmals erwähnt wurde Buchownitz im Jahr 1266, als das Dorf im Besitz des Gnesener Dekans war. 1294 wurde das Dorf nach dem Neumarkter Recht vom Gnesener Erzbischof angelegt. Der Ort wurde dann um 1305 im Liber fundationis episcopatus Vratislaviensis (Zehntregister des Bistums Breslau) als Bucownitz aufgelistet. Der Ortsname ist vom Adjektiv bukowy bzw. bukowny (Buchen-) mit dem Suffix -nica bzw. -ica abgeleitet.
1401 wurde das Gebiet von Ostrzeszów vom polnischen König dauerhaft an das Weluner Land angeschlossen. Ungefähr ab dem Jahr 1420 gehörte es der Woiwodschaft Sieradz.
Im Zuge der Zweiten Polnischen Teilung kam der Ort 1793 an Preußen. Nach dem Ende des Ersten Weltkriegs kam Bukownica zu Polen, Woiwodschaft Posen. Beim Überfall auf Polen 1939 wurde das Gebiet von den Deutschen besetzt und dem Landkreis Kempen im Reichsgau Wartheland zugeordnet. Der Ort wurde in Buchenitz umbenannt, was wiederum 1943 in Buchen geändert wurde.
Von 1975 bis 1998 gehörte Bukownica zur Woiwodschaft Kalisz.